# Cicló Heta
El cicló tropical Heta fou un cicló tropical de categoria 5 que va provocar dans moderats a les illes de Tonga, Niue, i Samoa Nord-americana entre finals de desembre de 2003 i principis de gener de 2004. Heta es va formar el dia de Nadal de 2003; va arribar a una intensitat màxima de 260 km/h i una pressió estimada de 915 hPa fins que es va desfer l'11 de gener de 2004. Fou el primer cicló tropical amb nom de la temporada de ciclons 2003-04 del Pacífic sud.
Es calcula que els danys patits a Tonga, Niue, i la Samoa Americana a causa del cicló Heta foren de 150 milions de dòlars, sobretot a la Samoa Americana; hi va haver dues víctimes mortals a Niue. Les operacions de recuperació i neteja es van allargar durant tot l'any 2004.

## Evolució meteorològica

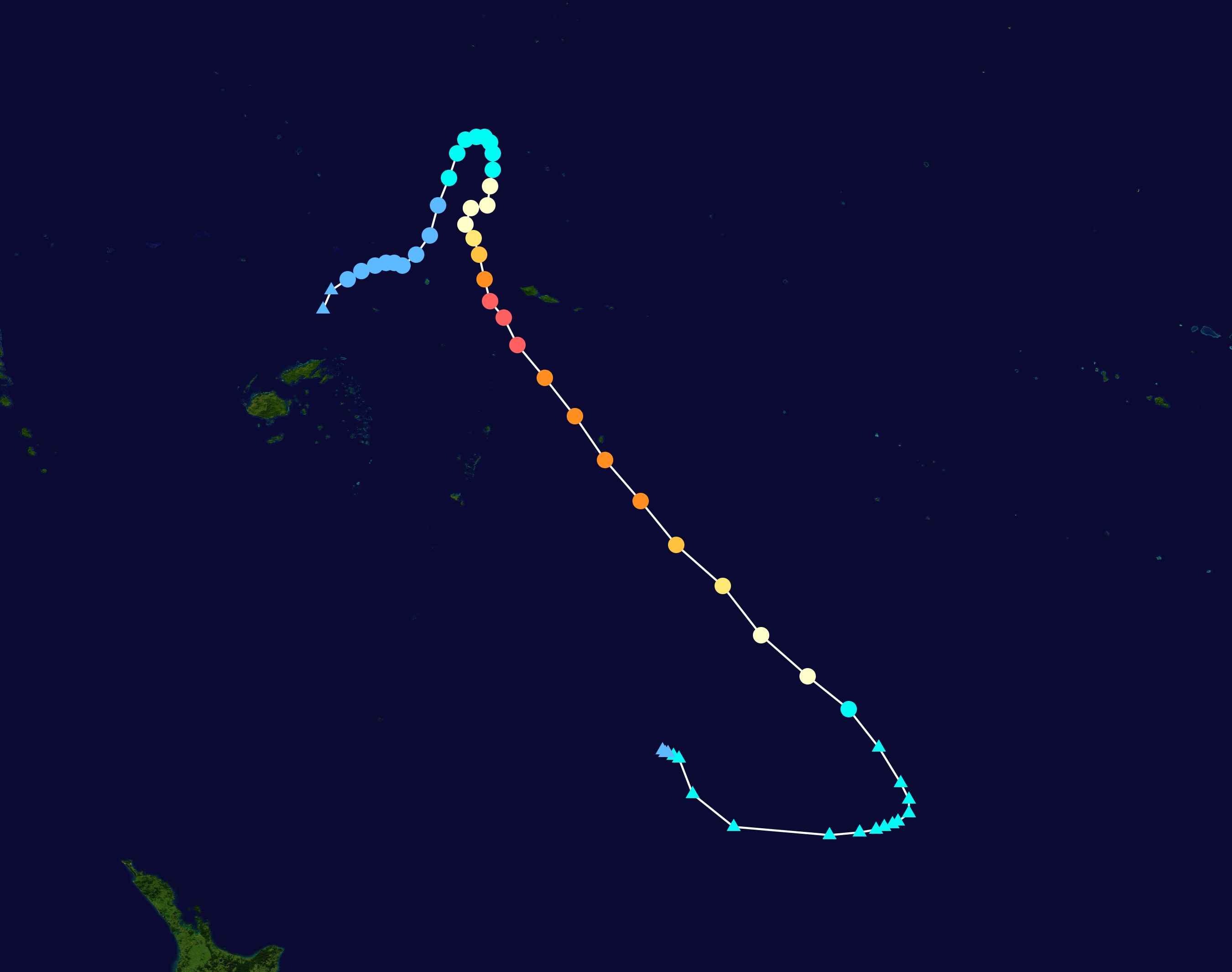
Mapa que descriu la ruta i intensitat del cicló Heta, segons l'escala Saffir-Simpson

El 25 de desembre de 2003, el Servei Meteorlògic de Fiji va informar que la turbulència tropical 03F s'havia desenvolupat a sota de la carena subtropical d'altes pressions, aproximadament a mig camí entre Fiji i Rotuma. En aquell moment, la turbulència no tenia una organització clara, amb la convecció atmosfèrica que rodejava el sistema desplaçada aproximadament un grau cap al nord i l'est del seu centre de circulació de nivell baix. Al llarg dels dies següents, el sistema es va anar desenvolupant i el dia 28 el Servei Meteorològic de Fiji el va classificar com a depressió tropical, mentre es movia lentament cap a l'est en direcció al nord de Fiji. Durant l'endemà, mentre la depressió passava a uns 40 km al nord-est de Futuna, el sistema va començar a moure's en direcció nord-est cap a Tokelau.
La depressió es va moure primer cap al nord i després cap a l'est fins al 2 de gener de 2004, quan va arribar a la força de tempesta tropical i va rebre el nom Heta. En aquell punt, un cisallament del vent baix i les altes temperatures de la superfície del mar van provocar que Heta guanyés intensitat ràpidament. El 3 de gener, Heta, amb l'ajuda d'un corrent de guia dèbil, va començar a moure's cap al sud-est mentre atenyia la Categoria 1.
El centre de Heta va passar a 110 km de l'oest de Samoa mentre la tempesta arribava a Categoria 2. Heta va arribar a la seva intensitat màxima de 260 km/h a mitjanit UTC el 5 de gener, i la va mantenir durant 24 hores mentre continuava en direcció sud-sud-est. Heta va passar a la vora de l'illa de Niue a les 3:00 UTC del 6 de gener mentre començava a debilitar-se de mica en mica. El 7 de gener, el cicló Heta havia sortit de la zona de seguiment de Fiji i passava a ser controlat des de Wellington, Nova Zelanda. La tempesta es va anar debilitant quan va trobar les aigües més fredes del Pacífic Sud. Heta es va convertir en cicló extratropical 845 km al sud de l'illa de Rarotonga a finals del dia 7. Aquestes restes de Heta es van alentir encara més i van moure's cap a l'oest, on es van acabar desfent l'11 de gener a l'est de l'illa Norfolk.

## Efectes

### Tokelau
Durant l'1 de gener, el servei meteorològic de Fiji va emetre una alerta de cicló tropical per a Tokelau i el mateix dia la va augmentar a avís de vents huracanats, que s'esperaven en un rang de 24–36 hores. L'avís es va mantenir actiu durant les 48 hores següents fins que es va cancel·lar durant el 3 de gener, quan Heta havia marxat de Tokelau.

### Illes samoanes
A Samoa i a la Samoa Nord-americana, encara que hi avisos d'huracà vigents, no es va informar d'evacuacions ni d'obertura de refugis abans de la tempesta.

### Niue
A Niue, preveient que el temporal provocaria danys catastròfics, 1.300 residents van refugiar-se a casa seva mentre d'altres marxaven de les zones costaneres per anar a punts més elevats. Es va informar d'una víctima mortal, i es van descriure els danys com els pitjors que es recordaven. La capital Alofi va quedar destruïda, juntament amb l'únic hospital de l'illa.

## Impacte

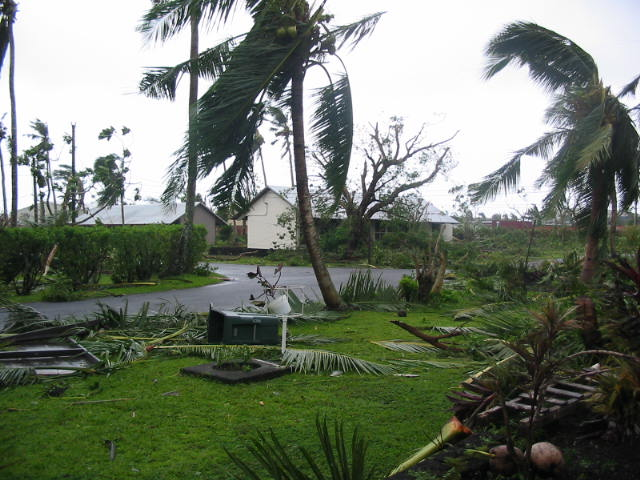
Danys causats pel vent a la Samoa Nord-americana.

El cicló Heta va provocar danys valorats entre 110 i 150 milions de dòlars americans i una víctima mortal al llarg de la ruta per Tonga, Niue, Samoa i la Samoa Nord-americana.
Durant les primeres fases, Heta va provocar fortes pluges i vents moderats sense causar grans destrosses. A Wallis i Futuna, no obstant, el vent va afectar el subministrament elèctric i van haver-hi danys entre menors i moderats a edificis i a plantacions. A Tonga, el fort vent va afectar cases i va provocar danys greus a l'agricultura, principalment a l'arbre del pa, mango, pometia pinnata i bananes. A Tafahi i Niuatoputapu, entre un 50 i un 100%% de les cases van quedar destruïdes pel vent. No obstant, gràcies als avisos anticipats, no van haver-hi morts ni ferits. El valor dels danys estructurals a Tonga es va calcular en 160.000 dòlars americans.
A Niue, una estació meteorològica va registrar una pressió baromètrica de 945 mil·libars abans d'espatllar-se. La capital, Alofi, va rebre l'impacte directe del cicló i va quedar destruïda, amb la major part de les zones comercials i financeres destruïdes pel vent. Els danys a les comunicacions i la infraestructura electrònica també van ser molt greus. Van morir dues persones, mare i fill, la mare el mateix dia del temporal. El fill de 19 mesos va ser traslladat a un hospital d'Auckland, però va morir al cap de pocs dies per les ferides. Al final, el cicló va causar danys per valor de més de 85 milions de dòlars neozelandesos a l'illa, cinc vegades el seu PIB de 2003, que havia estat de 17 milions. També es van produir pèrdues irreparables al llegat cultural de l'illa: el Centre Cultural i Museu Huanaki va quedar destruït, i el 90% de les col·leccions del museu es van perdre.
A Apia, la capital de Samoa, les fortes pluges van provocar algunes inundacions. També es van tallar algunes carreteres. A l'illa de Savai'i, els vents huracanats van fer malbé línies elèctriques, dificultant-hi les comunicacions. A la Samoa Nord-americana, dues estacions meteorològiques van registrar vents de 120 km/h amb ràfegues de 185 km/h. El vent va destruir més de 600 cases i va provocar danys en 4.000 altres. Al mar, es van mesurar onades de fins a 13.4 m a les costes nord i oest de l'illa. La combinació de mala mar i tempesta va danyar o destruir moltes barques prop de l'illa de Swains. Encara que no hi va haver víctimes mortals a Samoa, 20 persones van quedar ferides i els danys es van estimar entre 50 i 150 milions de dòlars americans.

## Conseqüències

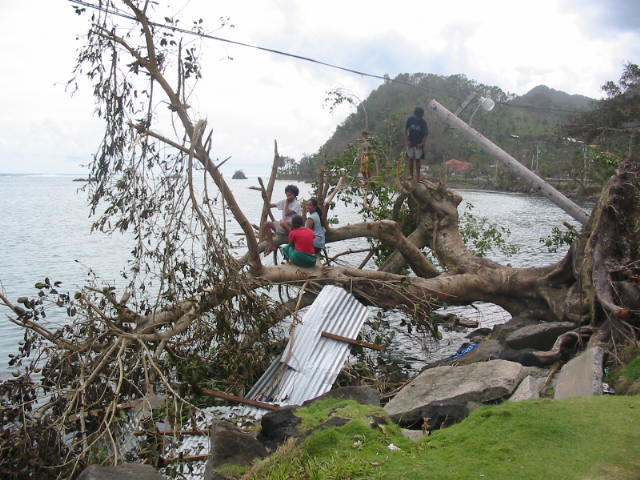
Residents netejant després del temporal.

El govern de Niue va declarar l'estat d'emergència després de l'impacte del cicló Heta. El 8 de gener, Nova Zelanda i Austràlia van proporcionar ajuda humanitària als residents desplaçats. El valor de l'ajuda del govern de Nova Zelanda fou de 5 milions de dòlars neozelandesos. La devastació que va deixar Heta va fer que el govern de Niue endegués un pla de recuperació important que va durar tot l'any 2004 i va costar més de 20 milions de dòlars neozelandesos. A Samoa, la Creu Roja hi va enviar 60 voluntaris, que van augmentar fins a 100 el 9 de gener. A Tonga, la Creu Roja va fer una estimació de danys i va proporcionar ajuda a Niuatoputapu, que havia quedat especialment afectat pel cicló.
A la Samoa Nord-americana, el governador Aitofele Sunia va declarar l'estat d'emergència després del cicló, i després el president George W. Bush va declarar el territori zona catastròfica, cosa que li permetia rebre ajuda federal. Els danys del cicló van provocar l'evacuació de 140 residents a refugis. A més, l'agència federal per a Petites Empreses (SBA) va oferir entre 40.000 i 200.000 dòlars en préstecs per reparacions als residents i 1,5 milions de dòlars en préstecs per a reparacions a les empreses. El govern federal va oferir 22 milions de dòlars en ajuda per mitjà de l'Agència Federal per a la Gestió d'Emergències (FEMA).